# ティズウェイ
ティズウェイ（欧字名:Tizway、2005年2月17日 - 2024年3月2日）は、アメリカ合衆国の競走馬、種牡馬。主な勝ち鞍は2011年のホイットニーハンデキャップとメトロポリタンハンデキャップ。

## 競走馬時代

### 2 - 3歳（2007 - 2008年）
ティズウェイのデビューは、アケダクト競馬場での2歳新馬のハンデキャップ競走（特ハン）で6着。その年はこの1戦のみの出走だった。
3歳時、最初の4レースは最高成績は3着で連敗。5戦目で初優勝を果たした。このレースでシーズンを終えステークスレースに出走することは無かった。

### 4歳（2009年）
10ヶ月の休養の後、復帰戦で2着となり、2戦目で勝利を収めた。次戦で初めてホイットニーハンデキャップに出走し4着となった。
ジョッキークラブゴールドカップでは3着となった。4歳最後のレースで日本に遠征、阪神競馬場のジャパンカップダートに出走し12着となった。

### 5歳（2010年）
2010年4月23日のアケダクト競馬場でのアローワンスレースで勝利し、5月31日のメトロポリタンハンデキャップで3位に入賞した。レース後、アラン・ニクソン博士が治療に成功した小さな翼骨折を負った。
10月3日のケルソハンデキャップでレースに復帰、初の重賞勝利を収めた。
騎手のラジブ・マラーは、「彼は常に最高の年上の馬たちと競い合ってきました。そして、ついにこのような勝利を収めることができたのは、彼にとって非常に良かったです。彼はその方がうまく走れるように見えるので、私は絶対に自分の馬を巻き込みたかったのですが、ターンの真ん中に着いたとき、まだたくさんの馬が残っているように感じました。ストレッチで彼を呼んだら、彼はただ蹴り出して、力強くゴールを決めたんだ」と語った。
ティズウェイはブリーダーズカップダートマイルで5着に入賞してシーズンを終えた。

### 6歳（2011年）
ティズウェイは、彼の最後のシーズンとなった6歳時にキャリアハイの成績を収めることとなった。
3月12日のガルフストリームパークハンディキャップと4月16日のチャールズタウンクラシックで3位に入賞し、シーズンをスタートさせた。
5月30日のメトロポリタンハンデキャップでG1初優勝を飾ることとなった。最初の6ハロンは速いペースで走り続け、直線に入ると圧倒的なリードを奪い、2馬身3/4で勝利した。
最終タイムの1分32秒90は、コースレコードからわずか5分の3秒差で、ステークスレコードからは10分の1未満であった。
「彼は毎回挑戦する」とトレーナーH.ジェームズボンドは語った。「彼はチャールズタウンであんなことに立ち向かうことができなかった。それでも3位で走り、2位を逃しただけだった。私は彼を自分の厩舎に迎え入れられたのは非常に幸運です。」
8月6日、ホイットニーハンデキャップに出走し複数のG1優勝馬と対戦した。この距離でティズウェイは8戦で1勝しか挙げられていなかった。レースの序盤、ティズウェイはゲートから飛び出して先頭に立ったが、その後はフレンド・オア・フォーとモーニングラインの後ろに落ち着いた。4角を回るとティズウェイが主導権を握り、フラットアウトを簡単に抑えて3馬身差で勝利した。この勝利により、ティズウェイは2011年の古馬部門の暫定リーダーとなった。
ティズウェイはブリーダーズカップクラシックの調教中に靭帯を損傷し、その後引退した。通算成績は20-7-1-5で、総獲得賞金は1,359,274ドルであった。
彼は2011年のチャンピオン高齢馬のエクリプス賞のファイナリストであり、52票でアクラメーションに次ぐ3位となった。

## 種牡馬時代
2012年に引退し、スペンドスリフトファームで種牡馬となった。最初の種付け料は15,000ドルであった。産駒は2015年にデビューし、8月8日にTizzarunnerが初勝利を挙げた。 新種牡馬ランキングで21位となり、産駒の収得賞金トップはティズイマジナリー($ 114,089)であった。
2016年7月現在、ティズウェイはトップ10にランクインしたセカンドクロップ種牡馬であり、その中にはステークス優勝馬ベアーズウェイが含まれている。
2017年6月、スペンドスリフトファームはティズウェイを売却し、同じく元スペンドスリフトの種牡馬であるアーチアーチアーチとともに、韓国に種牡馬として売却された。売却契約の一環として、両馬は繁殖キャリアが終わったときに米国に戻る事を条件としていた。その後、米国時代の産駒であるザラストロマンスがトルコで2018年に最優秀2歳牝馬、2019年にガジ賞（トルコダービー）勝ち馬となる成功を収め、韓国から買い取られてトルコに輸出された。
2024年3月2日、トルコ西部のカラジャベイスタッドで心臓発作により19歳で亡くなった。
日本に輸入されたコーステッドがダノンベルーガ（2022年共同通信杯、2023年ドバイターフ2着）、ボンドガール（2024年秋華賞など重賞2着5回）の兄妹を産んでいる。

## 血統表
| ティズウェイの血統     | ティズウェイの血統                        | ティズウェイの血統                        | （血統表の出典）                          | （血統表の出典） |
| 父系                   | インテント系                              | インテント系                              | インテント系                              |                  |
| 父 Tiznow 1997 鹿毛    | 父の父Cee's Tizzy 1987 芦毛               | Relaunch                                  | In Reality                                | In Reality       |
| 父 Tiznow 1997 鹿毛    | 父の父Cee's Tizzy 1987 芦毛               | Relaunch                                  | Foggy Note                                |                  |
| 父 Tiznow 1997 鹿毛    | 父の父Cee's Tizzy 1987 芦毛               | Tizly                                     | Lyphard                                   | Lyphard          |
| 父 Tiznow 1997 鹿毛    | 父の父Cee's Tizzy 1987 芦毛               | Tizly                                     | Tizna                                     |                  |
| 父 Tiznow 1997 鹿毛    | 父の母Cee's Song 1986 黒鹿毛              | Seattle Song                              | Seattle Slew                              | Seattle Slew     |
| 父 Tiznow 1997 鹿毛    | 父の母Cee's Song 1986 黒鹿毛              | Seattle Song                              | Incantation                               |                  |
| 父 Tiznow 1997 鹿毛    | 父の母Cee's Song 1986 黒鹿毛              | Lonely Dancer                             | *ナイスダンサー                           | *ナイスダンサー  |
| 父 Tiznow 1997 鹿毛    | 父の母Cee's Song 1986 黒鹿毛              | Lonely Dancer                             | Sleep Lonely                              |                  |
| 母 Bethany 1994 黒鹿毛 | 母の父Dayjur 1987 黒鹿毛                  | Danzig                                    | Northern Dancer                           | Northern Dancer  |
| 母 Bethany 1994 黒鹿毛 | 母の父Dayjur 1987 黒鹿毛                  | Danzig                                    | Pas de Nom                                |                  |
| 母 Bethany 1994 黒鹿毛 | 母の父Dayjur 1987 黒鹿毛                  | Gold Beauty                               | Mr. Prospector                            | Mr. Prospector   |
| 母 Bethany 1994 黒鹿毛 | 母の父Dayjur 1987 黒鹿毛                  | Gold Beauty                               | Stick to Beauty                           |                  |
| 母 Bethany 1994 黒鹿毛 | 母の母Willamae 1980 鹿毛                  | Tentam                                    | Intentionally                             | Intentionally    |
| 母 Bethany 1994 黒鹿毛 | 母の母Willamae 1980 鹿毛                  | Tentam                                    | Tamerett                                  |                  |
| 母 Bethany 1994 黒鹿毛 | 母の母Willamae 1980 鹿毛                  | Raclette                                  | Hoist the Flag                            | Hoist the Flag   |
| 母 Bethany 1994 黒鹿毛 | 母の母Willamae 1980 鹿毛                  | Raclette                                  | Lauries Dancer                            |                  |
| 母系(F-No.)            | (FN:A1)                                   | (FN:A1)                                   | (FN:A1)                                   | [ § 2 ]          |
| 5代内の近親交配        | Northern Dancer 5×5×4×5 Intentionally 4×5 | Northern Dancer 5×5×4×5 Intentionally 4×5 | Northern Dancer 5×5×4×5 Intentionally 4×5 | [ § 3 ]          |
| 出典                   | 1. 2. 3.                                  | 1. 2. 3.                                  | 1. 2. 3.                                  | 1. 2. 3.         |